# Béost
Béost (Biost en occitano) es una comuna francesa de la región de Aquitania en el departamento de Pirineos Atlánticos.
Béost fue mencionada por primera vez en el año 1355 con el nombre de Sanctus Jacobus de Béost.

## Demografía
| 427 | 314 | 400 | 404 | 390 | 402 | 353 | 326 | 384 | 378 | 384 | 373 | 371 | 358 | 348 | 323 | 316 | 309 | 311 | 286 | 299 | 272 | 263 | 268 | 250 | 242 | 284 | 275 | 229 | 219 | 204 | 197 | 210 |
| Para los censos de 1962 a 1999 la población legal corresponde a la población sin duplicidades (Fuente: INSEE [Consultar]) |     |     |     |     |     |     |     |     |     |     |     |     |     |     |     |     |     |     |     |     |     |     |     |     |     |     |     |     |     |     |     |     |

## Economía
La principal actividad es la agrícola y ganadera.